# The Kid Who Would Be King
The Kid Who Would Be King és una pel·lícula del Regne Unit del 2019 de fantasia i aventura dirigida i escrita per Joe Cornish. És protagonitzada per Louis Ashbourne Serkis, Tom Taylor, Patrick Stewart i Rebecca Ferguson.

## Argument
L'Alexander Elliot és un nen britànic de dotze anys que està començant un nou període a l'escola mentre lluita per adaptar-se al seu nou entorn. Quan el seu millor amic Bedders és assetjat per uns estudiants més grans, intenta ajudar-lo, però acaba en una baralla amb en Lance. L'Alex, en Lance i en Kaye són cridats per la directora. Mentrestant, en Lance i en Kaye planegen venjar-se de l'Alex per ser un bocamoll.

## Repartiment
- Louis Ashbourne Serkis: Alex Elliot
- Tom Taylor: Lance
- Rebecca Ferguson: Morgana
- Angus Imrie: Merlí de jove
- Patrick Stewart: Merlí d'adult.[3]
- Dean Chaumoo: Bedders
- Rhianna Doris: Kaye
- Denise Gough: la senyora Elliot, mare de l'Alex
- Genevieve O'Reilly: Sophie